# Alone Again, Natura-Diddily
"Alone Again, Natura-Diddily" é o décimo quarto episódio da décima primeira temporada de Os Simpsons. Ele foi ao ar originalmente na rede Fox nos Estados Unidos em 13 de fevereiro de 2000, e marca a última aparição regular da personagem Maude Flanders. No episódio, ela é morta num acidente enquanto assiste a uma corrida de automóveis, devastando Ned Flanders e levando Homer a encontrar uma nova mulher para seu vizinho de luto. Após uma série de datas sem sucesso, Ned começa a questionar sua fé em Deus. No entanto, sua fé é restaurada depois de ouvir a cantora principal de uma banda de rock cristã, interpretada pelo ator convidado Shawn Colvin, cantar na igreja. O título do episódio é uma paródia do título da música "Alone Again (Naturally)", de Gilbert O'Sullivan. 
O episódio foi escrito por Ian Maxtone-Graham e dirigido por Jim Reardon. Maude foi dublada por Marcia Mitzman Gaven depois que a dubladora Maggie Roswell deixou o programa por causa de uma disputa por pagamento, e os produtores decidiram matar o personagem para se abrir para novas histórias. O episódio foi visto em 10.8 milhões de famílias durante sua transmissão original em fevereiro de 2000, e foi o programa de maior audiência na rede Fox na semana em que foi ao ar. 
Um comercial de "Alone Again, Natura-Diddily" que foi ao ar antes da transmissão do episódio foi criticado por muitos telespectadores porque parecia que o episódio parodiava um incidente no Motor Speedway de Lowe, em Charlotte, Carolina do Norte, que deixou três espectadores mortos. A WCCB, afiliada da Fox, em Charlotte, Carolina do Norte, recusou-se a exibir o comercial, mas, depois de assistir ao episódio, chegou à conclusão de que não estava tirando sarro do incidente. As críticas de "Alone Again, Natura-Diddily" de críticos de televisão foram misturadas. 

## Enredo
Em uma viagem ao santuário de pássaros, a familia Simpsons descobre que uma pista de corrida oval construída em torno do santuário está sendo inaugurada naquele dia, para consternação de Lisa. A família assiste a corrida de stock car e vê Ned Flanders e sua família, que afirmam desfrutar dos altos níveis de segurança que os motoristas usam. Mais tarde, um esquadrão de líderes de torcida dispara camisetas grátis de canhões de ar na multidão, e Homer rudemente exige uma. Irritada, Maude sai para comprar cachorros-quentes. Homer desenha um alvo no estômago usando uma garrafa de ketchup, e as líderes de torcida enviam uma salva cheia de camisetas na direção de Homer, mas ele se abaixa no último segundo para pegar um grampo no chão. Maude retorna naquele exato momento, é atingida pelas camisetas e cai sobre a borda das arquibancadas no estacionamento. O impacto da queda a mata. 
Todo mundo oferece suas condolências a Ned que está devastado, e Bart relutantemente joga um videogame cristão com Rod e Todd. Homer acompanha Ned de volta para casa após o funeral e conversa com ele mais tarde naquela noite, quando Ned não consegue dormir devido à sua solidão e preocupação por ter que criar seus filhos sozinha. Para ajudá-lo a seguir com sua vida, Homer secretamente faz uma fita de vídeo de Ned para mostrar garotas solteiras em Springfield. Ned conhece várias mulheres graças à fita, incluindo Lindsey Naegle e Edna Krabappel, mas nenhuma delas é bem-sucedida. 
Num sábado à noite, Ned ora a Deus, mas fica zangado quando sente que não está recebendo nenhuma resposta. Na manhã seguinte, Ned ainda está bravo e diz a seus filhos que não irá à igreja, assustando-os. Sentido pela culpa, mais tarde ele corre para a igreja e, ao entrar, vê uma banda de rock cristã,Kovenant, se apresentando. Ele é atraído pela cantora Rachel Jordan, que canta sobre não perder a fé em Deus, porque ele está sempre presente para as pessoas. Inspirado pela música, Ned mais tarde ajuda Rachel a carregar alguns equipamentos em seu caminhão e confia nela a perda dele, com a qual ela simpatiza. Ele e Rachel se conhecem, mas ela tem que sair para a próxima parada da turnê da banda, prometendo voltar e se encontrar com ele depois. 

## Produção

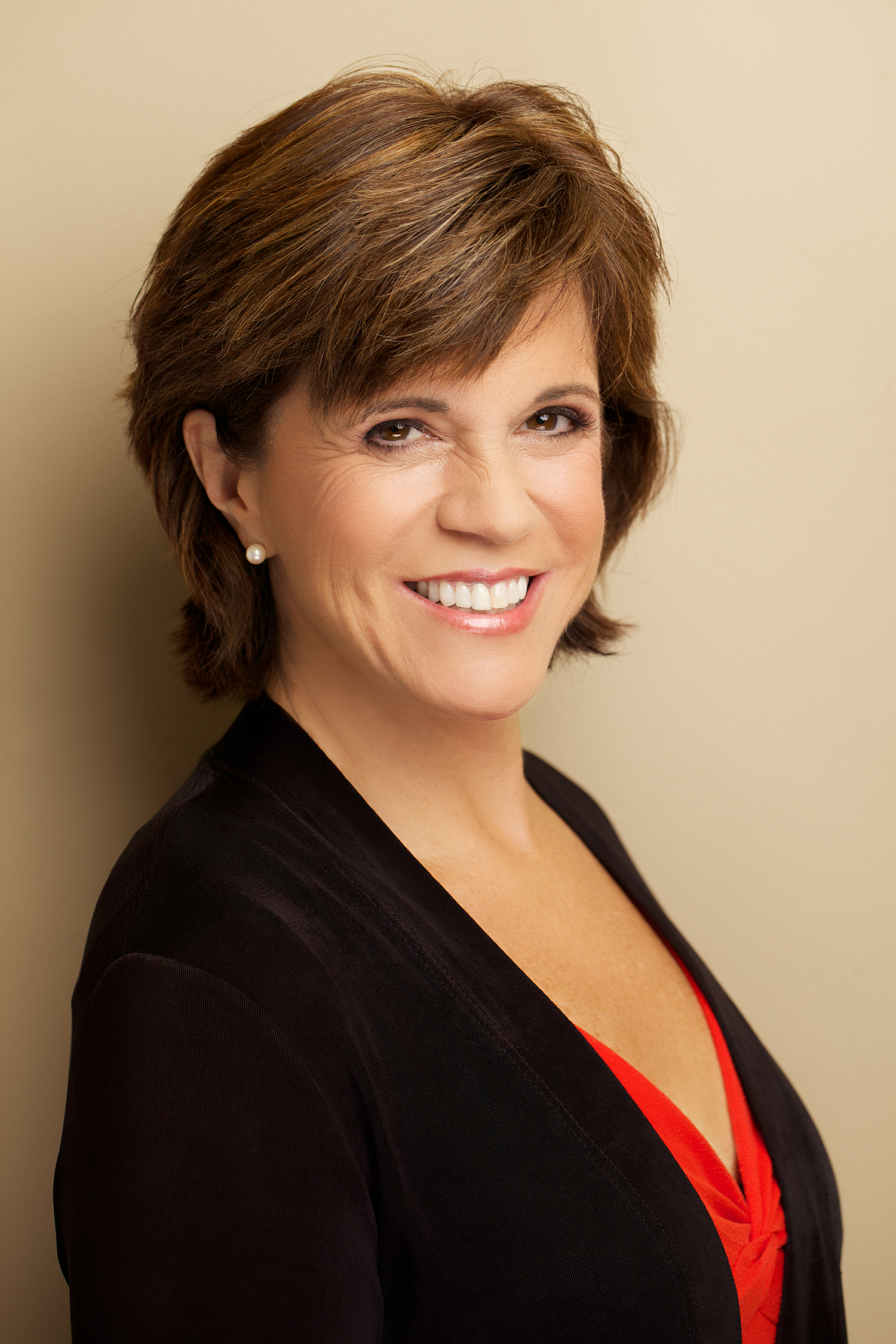
Maggie Roswell, a voz original de Maude.

"Alone Again, Natura-Diddily" foi escrito por Ian Maxtone-Graham e dirigido por Jim Reardon como parte da décima primeira temporada do programa (1999-2000). Quando a equipe de redação concebeu a ideia para as peças da estrada, eles pensavam que seria uma grande oportunidade para conseguirem vários pilotos da NASCAR para fazerem aparições no episódio. No entanto, de acordo com Scully, eles não conseguiram um único porque "estavam todos preocupados com a maneira como estávamos retratando a NASCAR".  As corridas de Speedway são retratadas de forma negativa no episódio, com uma ênfase excessiva nos acidentes. 
O episódio mostra a morte da personagem Maude Flanders , que já havia sido dublada pelo membro do elenco Maggie Roswell. Essa morte foi o resultado de Roswell deixar The Simpsons na primavera de 1999, após uma disputa salarial com a Fox Broadcasting Company, que transmitiu o programa. Desde 1994, ela estava viajando entre sua casa em Denver e Los Angeles duas vezes por semana para gravar os episódios de Os Simpsons. Ela acabou se cansando disso, e o preço das passagens aéreas estava aumentando constantemente. Como resultado, ela pediu a Fox um aumento salarial de US $ 2.000 por episódio para US $ 6.000 por episódio. No entanto, a Fox ofereceu apenas um aumento de US $ 150, que não cobriu os custos de viagem, então ela decidiu sair.
A atriz Marcia Mitzman Gaven foi contratada para preencher os personagens de Roswell, incluindo Maude neste episódio e os episódios anteriores da décima primeira temporada, embora os produtores decidissem matá-la para abrir novas histórias para o show. O produtor executivo Mike Scully disse que "era uma chance para um de nossos personagens regulares [Ned Flanders] encarar um desafio e crescer em uma nova direção. A ideia surgiu rapidamente, todos nós nos deparamos com isso, e apenas não queríamos matar um personagem por matar. Queríamos que isso tivesse consequências para personagens sobreviventes em futuros episódios. Roswell retornou aos Simpsons em 2002 . após chegar a um acordo com a Fox para gravar suas falas em sua casa em Denver. Desde que retornou, ela expressou Maude em flashbacks e como um fantasma. Quando perguntada pelo The Denver Post sobre como ela achava que Ned estava sem Maude, ela respondeu: "OK. Mas Maude era um personagem tão vulnerável. Maude, Lisa e Marge eram os únicos personagens vulneráveis, realmente, todo mundo outra pessoa tem uma vantagem. Então, eles [a equipe] descobriram que o arco estava perdido e agora há muitos flashbacks com Maude".
O músico americano Shawn Colvin estrelou o episódio como Rachel Jordan, uma personagem que ela mais tarde retornaria para a voz no episódio "I'm Goin 'to Praiseland" (2001) da 12ª temporada. Nesse episódio, ela fica na casa dos Flandres com Ned, e deixa brevemente depois que ele tentou moldá-la na imagem de sua falecida esposa. No final do episódio, no entanto, ela retorna e tem um encontro com ele. Colvin disse ao Seattle Post-Intelligencer que ele foi criado em Carbondale, Illinois e acrescentou: "É muito isolado [em Carbondale]. Havia música de igreja e isso era tudo. [...] Eu não tive que cavar muito fundo para a Suponho que toda a coisa dos Simpsons é como uma cidade caipira. Colvin mostrou um segmento de seu papel como convidado em The Simpsons durante alguns de seus shows, incluindo um no Cape Cod Melody Tent em 2007.